# Anolis woodi
Espèce
Synonymes
- Norops woodi (Dunn, 1940)
- Anolis woodi attenuatus Taylor, 1956

Anolis woodi est une espèce de sauriens de la famille des Dactyloidae.

## Répartition
Cette espèce se rencontre au Costa Rica et au Panamá.

## Publication originale
- Dunn, 1940 : New and noteworthy herpetological material from Panama. Proceedings of the Academy of National Sciences, Philadelphia, vol. 92, p. 105-122.